# Takenokosi Sigemaru
Takenokosi Sigemaru (japánul: 竹 腰 重 丸) (Uszuki, Óita prefektúra, 1906, február 15. – Tokió, 1980. október 6.) japán nemzetközi labdarúgó-játékvezető. Polgári foglalkozása mezőgazdasági mérnök, a Tokió Egyetem oktatója, egyetemi tanár, a Sibaura Műszaki Egyetem professzora, sportvezető. 1933-ban megszerezte a testnevelő tanári diplomát.

## Pályafutása

### Labdarúgóként
Középiskolás korában kezdett rendszeresen foglalkozni a labdarúgással. A labdarúgó játékban, a Tokió Császári Egyetem egyesületében középpályás és csatár poszton szerepelt. 1925–1930 között a Japán labdarúgó-válogatottban 5 alkalommal szerepelt, egy gólt szerzett. A válogatottal több alkalommal szerepelt a távol-keleti játékokon (többek szerint az Ázsia-kupa elődje). 1925-ben Manilában a 7., 1927-ben Sanghajban a 9., 1930-ban Tokióban - csapatkapitányként - az első helyen végeztek.

### Nemzeti játékvezetés
A játékvezetői vizsgát 1933-ban az edzői képesítéssel együtt tette le. Nemzeti labdarúgó-szövetségének megfelelő játékvezető bizottságai minősítése alapján jutott magasabb osztályokba. A küldési gyakorlat szerint rendszeres partbírói szolgálatot is végzett. A játékvezetéstől sportvezetői elfoglaltsága miatt 1957-ben visszavonult.

### Nemzetközi játékvezetés
A Francia labdarúgó-szövetség Játékvezető Bizottsága (JB) terjesztette fel nemzetközi játékvezetőnek, a Nemzetközi Labdarúgó-szövetség (FIFA) 1951-től tartotta nyilván bírói keretében. A FIFA JB központi nyelvei közül a angolt beszélte. Több nemzetek közötti válogatott és klubmérkőzést vezetett, vagy működő társának partbíróként segített. A nemzetközi játékvezetéstől 1957-ben búcsúzott.

#### Labdarúgó-világbajnokság
Svájcban az V., az 1954-es labdarúgó-világbajnokságon a FIFA JB sportvezető tagjaként időmérői szolgálatot végzett.

#### Olimpiai játékok

##### 1956. évi nyári olimpiai játékok
Az 1956. évi nyári olimpiai játékok labdarúgó tornáján a FIFA JB bírói szolgálatra alkalmazta. Egy esetben 2. számú pozícióban partbírói szolgálatot végzett.

###### Labdarúgás az 1956. évi nyári olimpiai játékokon
| Időpont            | Helyszín                        | Mérkőzés típusa   | Mérkőzés              | Eredmény | Nézők száma |
| ------------------ | ------------------------------- | ----------------- | --------------------- | -------- | ----------- |
| 1956. november 29. | Olympic Park Stadion, Melbourne | egyik negyeddöntő | Szovjetunió–Indonézia | 0 – 0    | 3228        |

## Sportvezetőként
Az 1936. évi nyári olimpiai játékokon, ahol a negyeddöntőben Olaszországtól kikaptak, befejezték a tornát. Az 1956. évi nyári olimpiai játékokon a nyolcaddöntőben Ausztráliától kikapva utazhattak haza. 1929–1974 között a Japán Labdarúgó-szövetség (JFA) fejlesztési igazgatója. 1948-ban elnöknek választották. Igazgatója volt a Japán Atlétikai Szövetségnek, tagja volt a Japán Olimpiai Bizottságnak.

## Szakmai sikerek
- 1967-ben megkapta a L'Ange Medalt,
- 1976-ban kitüntették a Sacred Treasure Medallal,
- 2005-ben beválasztották a Japán Labdarúgó Hírességek közé.